# Acrocnida
Genre
Acrocnida est un genre d'ophiures de la famille des Amphiuridae. 

## Caractéristiques

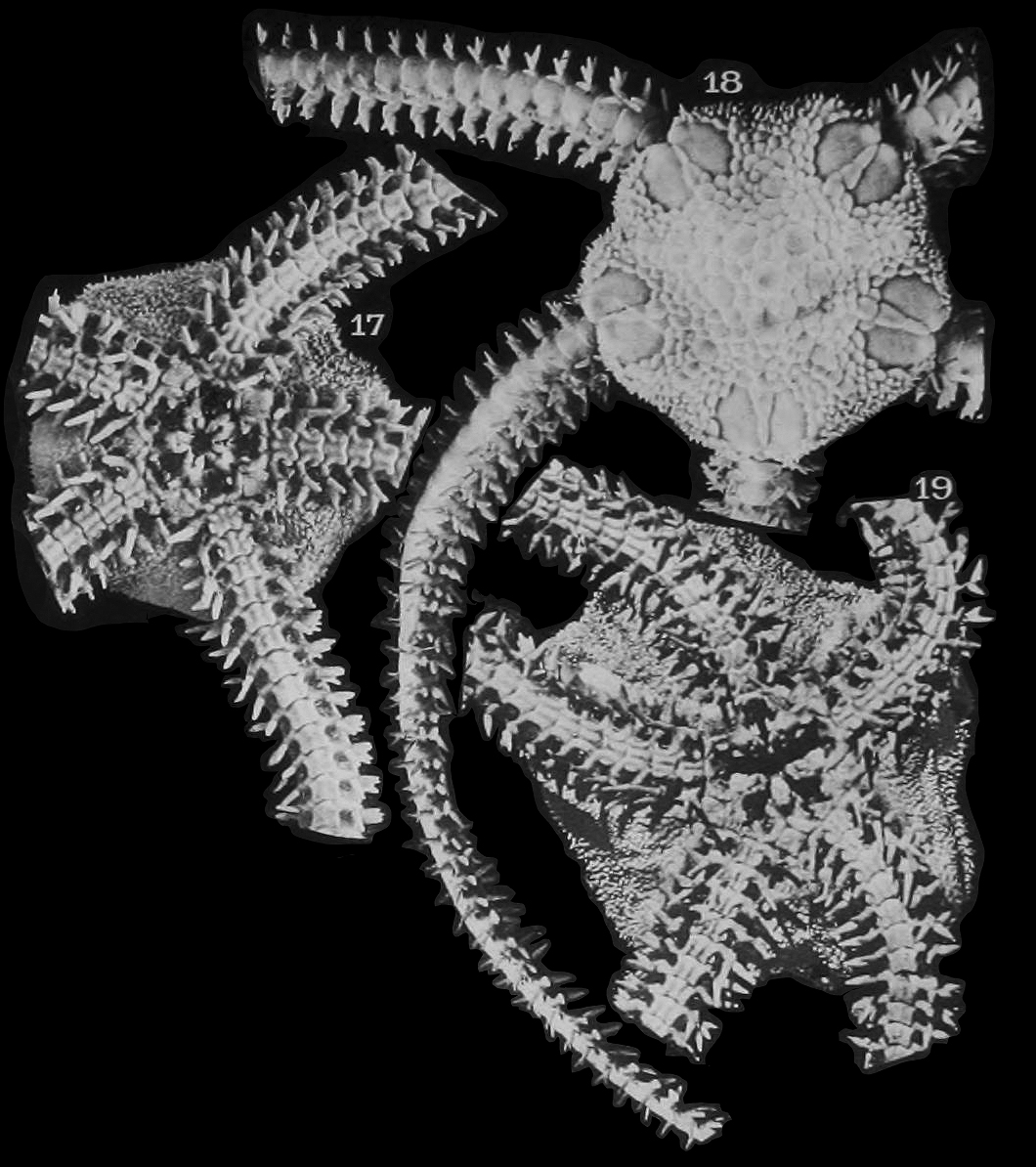
Amphiocnida semisquamata. 18 : face ventrale ; 17 et 19 : face ventrale.

Disque plus ou moins densément couvert d'écailles. Écailles sur le bord du disque et sur le disque ventral se sont élargies verticalement en tubercules, qui qui peuvent ressembler à des épines. Plaques ventrales des bras avec trois crêtes longitudinales. Une ou deux écailles de tentacule au moins au niveau proximal. Les épines Les épines des bras ont tendance à s'élargir vers la partie distale. Plaque orale avec des structures latérales en forme de côtes.

## Liste d'espèces
Selon World Register of Marine Species (7 mars 2020) :
- Acrocnida brachiata (Montagu, 1804)
- Acrocnida fuscoalba (Brock, 1888)
- Acrocnida semisquamata (Koehler, 1914)
- Acrocnida spatulispina Stöhr & Muths, 2010

## Publication originale
- (sv) Torsten Gislén, « On the generic types of the ophiurid genus Ophiocentrus Ljungman (Amphiocnida Verrill) », Göteborgs Kungliga Vetenskaps- och Vitterhets-Samhälles Handlingar, vol. 30, no 6,‎ 1926, p. 1-16 (OCLC 490206803).